# 丘利利亚
丘利利亚，是西班牙巴伦西亚自治区巴伦西亚省的一个市镇。总面积62平方公里，总人口751人（2001年），人口密度12人/平方公里。